# Liste des bâtiments de la Citadelle de Québec
La Citadelle de Québec est constituée de nombreux bâtiments qui font l'objet d'une protection légale. La première liste est extraite de la liste des lieux patrimoniaux de Québec. La seconde liste contient les autres bâtiments. Suit une carte où sont indiqués les bâtiments par leur numéro.

## Liste des lieux patrimoniaux
| [ 2 ] | Lieu patrimonial                                                                                           | Illustration                                                 | Adresse             | Coordonnées          | No    | Constr.     | Prot.       | Rec.         | Notes |
| ----- | --- | ------------------------------------------------------------ | ------------------- | -------------------- | ----- | ----------- | ----------- | ------------ | ----- |
| F     | État-major du Royal 22e Régiment, ancien hôpital, bâtiment 1                                               | État-major du Royal 22e Régiment, ancien hôpital, bâtiment 1 | Citadelle de Québec | 46.806731 -71.206352 | 3346  | 1848        | ÉFP classé  | 29 juin 1993 | [ 4 ] |
| F     | Bâtiment 2 - Caserne des militaires - Ancien Magasin d'affût                                               | Bâtiment 2                                                   | Citadelle de Québec | 46.806585 -71.207108 | 10445 | 1840        | ÉFP reconnu | 29 juin 1993 | [ 4 ] |
| F     | Bâtiment 3 - Casemate                                                                                      | Bâtiment 3                                                   | Citadelle de Québec | 46.807726 -71.208452 | 3650  | 1820 à 1831 | ÉFP classé  | 29 juin 1993 | [ 4 ] |
| F     | Chapelle régimentaire, ancienne poudrière, bâtiment 5                                                      | Chapelle régimentaire, ancienne poudrière, bâtiment 5        | Citadelle de Québec | 46.80801 -71.20728   | 3648  | 1871        | ÉFP classé  | 29 juin 1993 | [ 4 ] |
| F     | Bâtiment 6 - Anciennes latrines                                                                            | Téléverser                                                   | Citadelle de Québec | 46.808149 -71.207065 | 10513 | 1829 à 1831 | ÉFP reconnu | 29 juin 1993 | [ 4 ] |
| F     | Bâtiment 7 - Édifice commémoratif - Ancienne tonnellerie                                                   | Bâtiment 7                                                   | Citadelle de Québec | 46.807862 -71.207078 | 3647  | 1842 à 1850 | ÉFP classé  | 29 juin 1993 | [ 4 ] |
| F     | Bâtiment 8 - Quartiers des officiers célibataires - Magasin - Ancien Commissariat - Ancien dépôt de vivres | Bâtiment 8                                                   | Citadelle de Québec | 46.80617 -71.206899  | 3645  | 1839        | ÉFP classé  | 29 juin 1993 | [ 4 ] |
| F     | Bâtiment no 10 - L'ancienne Prison militaire - Annexe du Musée                                             | Bâtiment no 10                                               | Citadelle de Québec | 46.808296 -71.205568 | 10169 | 1842        | ÉFP reconnu | 29 juin 1993 | [ 4 ] |
| F     | Mess des sergents / Redoute Jebb, bâtiment 13                                                              | Mess des sergents / Redoute Jebb, bâtiment 13                | Citadelle de Québec | 46.808742 -71.206609 | 3646  | 1849 à 1850 | ÉFP classé  | 29 juin 1993 | [ 4 ] |
| F     | Bâtiment 14 - Ancien magasin                                                                               | Bâtiment 14                                                  | Citadelle de Québec | 46.806862 -71.207679 | 10516 | 1852 à 1857 | ÉFP reconnu | 29 juin 1993 | [ 4 ] |
| F     | Bâtiment 15 - Musée du 22e Régiment - Ancienne poudrière - Musée des Forces canadiennes                    | Bâtiment 15                                                  | Citadelle de Québec | 46.806305 -71.207145 | 3641  | 1750        | ÉFP classé  | 29 juin 1993 | [ 4 ] |
| F     | Bâtiment 16 - Bureau du musée - Ancienne tonnellerie                                                       | Téléverser                                                   | Citadelle de Québec | 46.806439 -71.207261 | 10707 | 1839 à 1857 | ÉFP reconnu | 29 juin 1993 | [ 4 ] |
| F     | Bâtiment 17 - Quartiers des hommes                                                                         | Bâtiment 17                                                  | Citadelle de Québec | 46.807176 -71.208175 | 11657 | 1952        | ÉFP reconnu | 29 juin 1993 | [ 4 ] |
| F     | Bâtiment 18 - Résidence du commandant et mess des officiers                                                | Bâtiment 18                                                  | Citadelle de Québec | 46.807631 -71.205649 | 3344  | 1831        | ÉFP classé  | 29 juin 1993 | [ 4 ] |
| F     | Bâtiment 20 - Maison Ball - Ancien observatoire et ancienne tour de la boule                               | Bâtiment 20                                                  | Citadelle de Québec | 46.806518 -71.206121 | 3343  | 1850        | ÉFP classé  | 29 juin 1993 | [ 4 ] |
| F     | Bâtiment 21 - Ancien dépôt à charbon - Entrepôt                                                            | Téléverser                                                   | Citadelle de Québec | 46.806954 -71.208245 | 10872 | 1848        | ÉFP reconnu | 29 juin 1993 | [ 4 ] |
| F     | Bâtiment 22 - Entrepôt - Casemate                                                                          | Téléverser                                                   | Citadelle de Québec | 46.808313 -71.207088 | 3649  | 1820        | ÉFP classé  | 29 juin 1993 | [ 4 ] |
| F     | Bâtiment 24 - Anciens quartiers des gardes                                                                 | Téléverser                                                   | Citadelle de Québec | 46.807302 -71.210206 | 3640  | 1846        | ÉFP classé  | 29 juin 1993 | [ 4 ] |
| F     | Bâtiment 25 - Ancienne caponnière                                                                          | Téléverser                                                   | Citadelle de Québec | 46.807018 -71.210518 | 3635  | 1852        | ÉFP classé  | 29 juin 1993 | [ 4 ] |
| F     | Bâtiment 26                                                                                                | Téléverser                                                   | Citadelle de Québec | 46.80891 -71.208322  | 3636  | 1852        | ÉFP classé  | 29 juin 1993 | [ 4 ] |
| F     | Redoute Jebb - Bâtiment 27                                                                                 | Téléverser                                                   | Citadelle de Québec | 46.808879 -71.205949 | 3643  | 1851        | ÉFP classé  | 29 juin 1993 | [ 4 ] |
| F     | Résidence du Gouverneur général - Bâtiment 28 - Ancienne caserne des officiers                             | Bâtiment 28                                                  | Citadelle de Québec | 46.807793 -71.20552  | 11429 | 1831        | ÉFP classé  | 29 juin 1993 | [ 4 ] |
| F     | Bâtiment 29 - Magasin du bastion est - Ancien poste de pompe                                               | Téléverser                                                   | Citadelle de Québec | 46.808457 -71.20522  | 10911 | 1855        | ÉFP reconnu | 29 juin 1993 | [ 4 ] |
| F     | Bâtiment 30 - Anciennes latrines - Ancien magasin de poudre pour la batterie                               | Téléverser                                                   | Citadelle de Québec | 46.808496 -71.205311 | 10895 | 1842        | ÉFP reconnu | 29 juin 1993 | [ 4 ] |
| F     | Bâtiment 32 - Ancien corps de garde défensif                                                               | Téléverser                                                   | Citadelle de Québec | 46.80894 -71.204558  | 10649 | 1832        | ÉFP reconnu | 29 juin 1993 | [ 4 ] |
| F     | Bâtiment 41 - Ancien magasin de la batterie                                                                | Téléverser                                                   | Citadelle de Québec | 46.806985 -71.208884 | 11147 | 1841 à 1850 | ÉFP reconnu | 29 juin 1993 | [ 4 ] |
| F     | Bâtiment 42 - Ancien magasin de la batterie                                                                | Téléverser                                                   | Citadelle de Québec | 46.808598 -71.207741 | 11148 | 1841 à 1855 | ÉFP reconnu | 29 juin 1993 | [ 4 ] |
| F     | Bâtiment 44 - Ancienne casemate défensive                                                                  | Téléverser                                                   | Citadelle de Québec | 46.805797 -71.207127 | 3651  | 1846        | ÉFP classé  | 29 juin 1993 | [ 4 ] |
| F     | Bâtiment 45 - Ancienne caponière                                                                           | Téléverser                                                   | Citadelle de Québec | 46.805457 -71.207567 | 3638  | 1840        | ÉFP classé  | 29 juin 1993 | [ 4 ] |
| F     | Bâtiment 46 - Ancienne caponière                                                                           | Bâtiment 46                                                  | Citadelle de Québec | 46.805239 -71.2078   | 3639  | 1840        | ÉFP reconnu | 29 juin 1993 | [ 4 ] |
| F     | Redoute du Cap - Redoute du Cap à Diamants                                                                 | Redoute du Cap                                               | Citadelle de Québec | 46.808644 -71.205171 | 3674  | 1693 à 1694 | ÉFP classé  | 16 mai 1991  | ,     |

## Autres bâtiments
- Bâtiment 4 : Centrale thermique 46° 48′ 25″ N, 71° 12′ 31″ O
- Bâtiment 9 : Entrepôt 46° 48′ 26″ N, 71° 12′ 31″ O
- Bâtiment 11 : Gymnase
- Bâtiment 12 : Salle de tir
- Bâtiment 27 : Ancien poste de garde 46° 48′ 32″ N, 71° 12′ 21″ O

## Carte

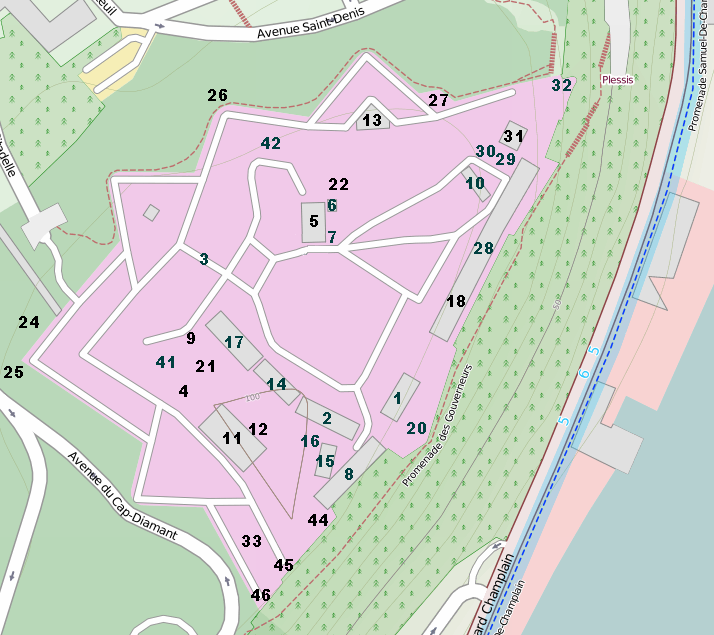
Carte